# Karl Rümker
Christian Karl Ludwig Rümker, também conhecido como Karl Rümker, Carl Rümker e Charles Rümker  (Burg Stargard, 18 de maio de 1788 — Lisboa, 21 de dezembro de 1862) foi um astrônomo alemão.

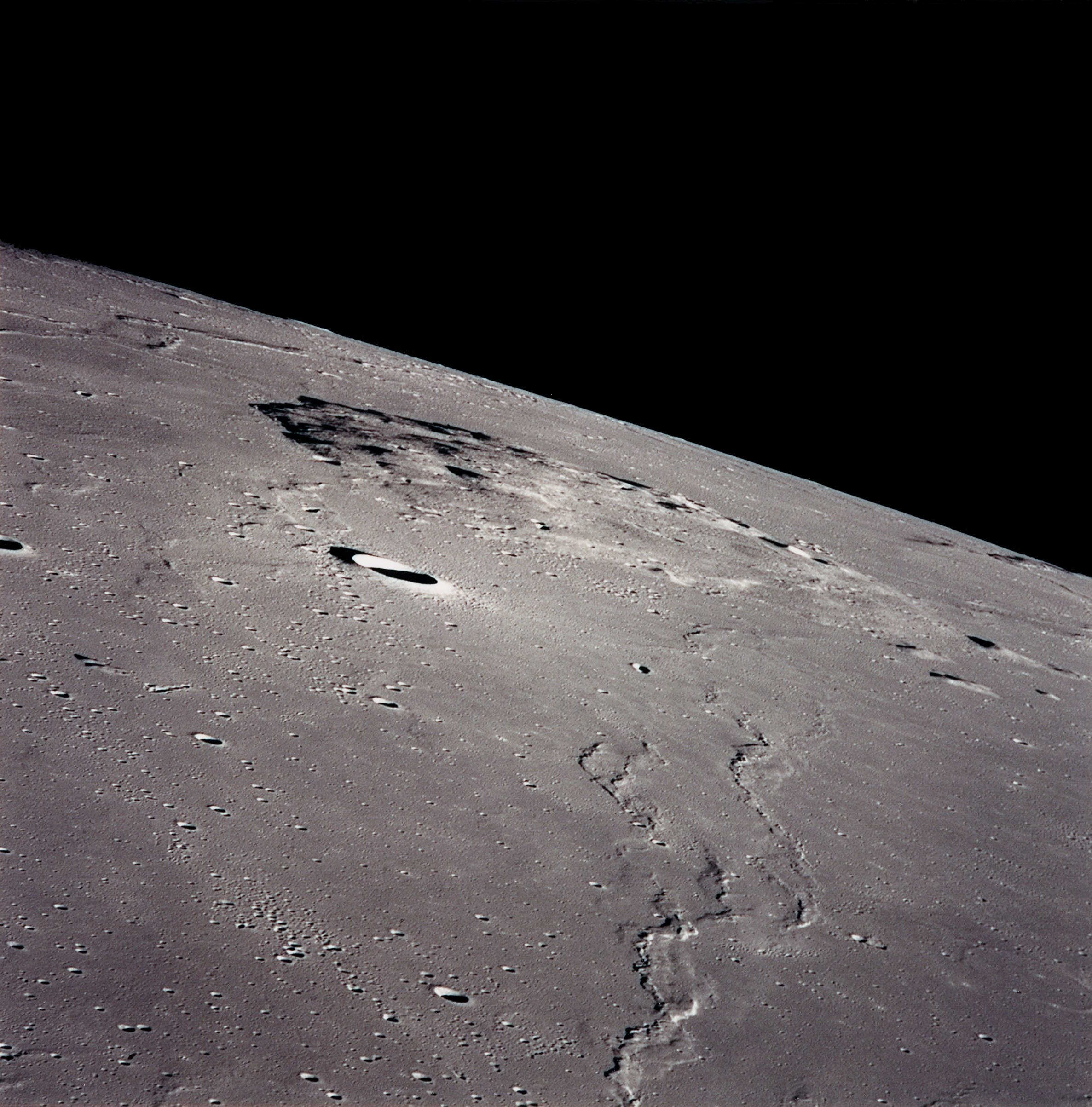
A montanha Rümker na lua

## Condecorações
- 1824: Medalha de Prata da Royal Astronomical Society[2]
- 1854: Medalha de Ouro da Royal Astronomical Society[2]
- 1854: membro correspondente da Academia de Ciências da Baviera

## Obras
- Preliminary catalogue of fixed stars etc., Hamburg 1832
- Handbuch der Schiffahrtskunde, 6. Auflage, Hamburg 1857 (Bearbeitung der Neuauflagen, ursprünglich von Reinhard Woltman)
- Mittlere Örter von 12.000 Fixsternen, Hamburg 1843–1852, 4 Teile; neue Folge 1857, 2 Teile
- Längenbestimmung durch den Mond, Hamburg 1849